# 조성준 (1961년)
조성준(1961년 6월 21일 ~ )은 대한민국의 전 필드하키 선수 및 현 지도자이며 현재 대한하키협회 홍보이사로 재직중이다.
2022년 항저우 아시안게임의 필드하키 KBS해설위원으로 활동 중이다.

## 학력
- 오선초등학교 졸업
- 청주대학교 졸업

## 지도자 경력
- 2006년 아시안 게임 남자 하키 국가대표팀 감독
- 2008년 하계 올림픽 남자 하키 국가대표팀 감독

## 수상

### 지도자
- 2006년 아시안 게임 남자 하키 금메달